# 普佳季諾區

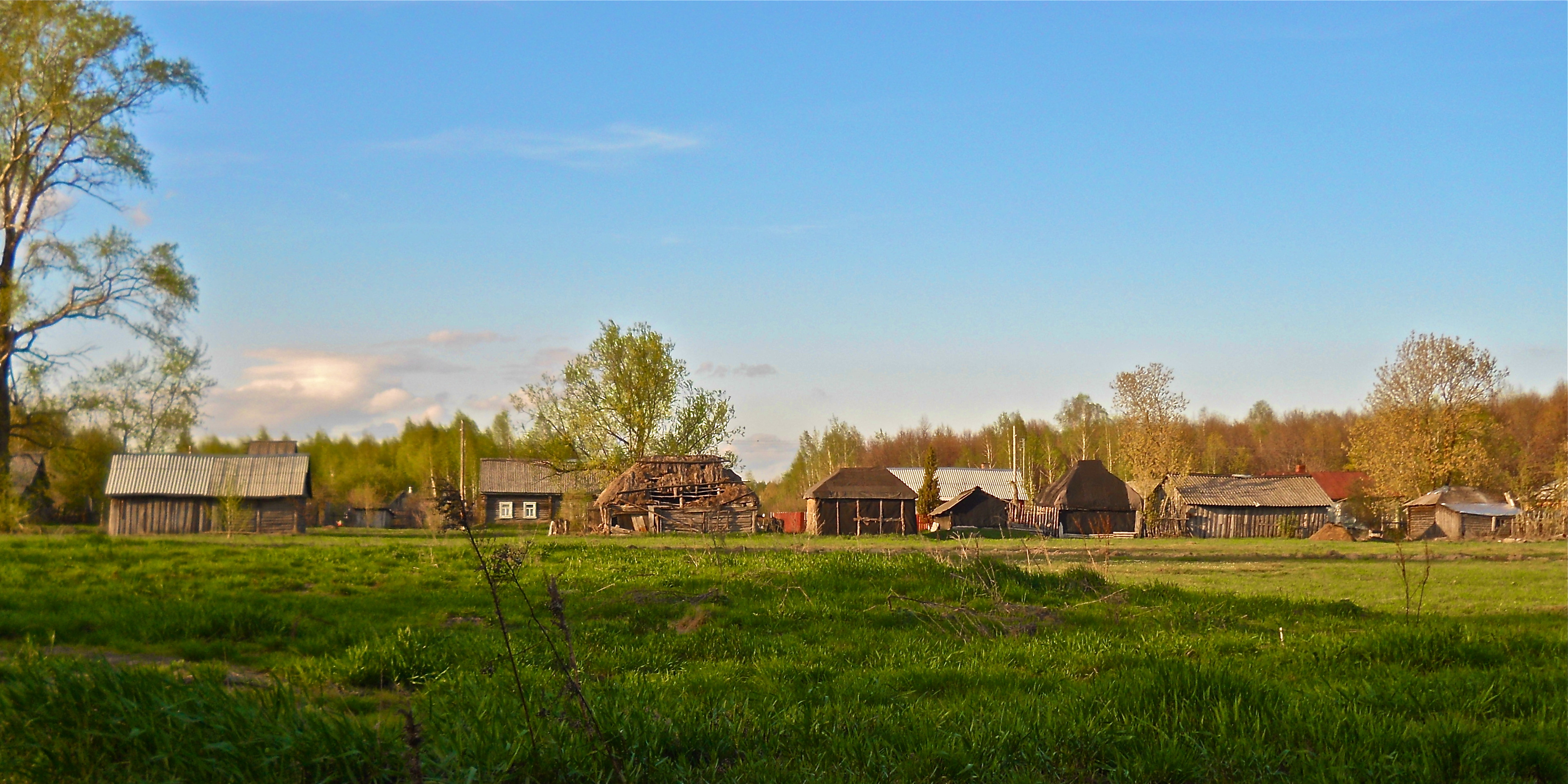

54°09′41″N 41°07′12″E / 54.16139°N 41.12000°E
普佳季諾區（俄语：Путятинский район），是俄羅斯的一個區，位於該國西部，由梁贊州負責管轄，面積1,008平方公里，2010年該區人口7,511，人口密度每平方公里7.45人。